# Маури, Жозеп Мария
Жозеп Мария Маури-и-Приор (кат. Josep Maria Mauri i Prior; род. 21 октября 1941, L'Alzina, Сан-Эстеве-де-ла-Сарга) — католический священник, представитель в Андорре епископа Урхельского (с 2005 года Жоан Энрик Вивес-и-Сисилья) как князя-соправителя этой страны.

## Биография
После окончания семинарии епархии Урхеля был рукоположён в 1965 году в священника. Изучал историю Церкви в Папском Григорианском университете. Обучался на историческом факультете Барселонского университете, по окончании которого получил научную степень лицензиата. Был викарием в Андорре-ла-Велья. С 1994 по 2002 год был ответственным за деятельность в епархии Урхеля благотворительной организации «Каритас». C 2003 года был казначеем епархии Урхеля. В 2010 году назначен генеральным викарием епархии Урхеля и заместителем тогдашнего епископского представителя в Андорре Немези Маркеса Осте, преемником которого стал 20 июля 2012 года.